# Kom igen!
Kom igen! är ett musikalbum med Lill Lindfors som spelades in och lanserades 1973 på skivbolaget Metronome. För arrangemangen stod Björn J:son Lindh och albumet producerades av Anders Burman. Skivan innehåller, förutom en originalkomposition, svenskspråkiga versioner av låtar av Leon Russell, Cat Stevens, Roberta Flack, The Doobie Brothers och Chicago med flera. Albumet blev en stor försäljningsframgång och låg 22 veckor på Kvällstoppen.

## Låtlista
1. En sång till dej (A Song for You). Musik: Leon Russell. Text: Lars Nordlander.
2. Tåget rusar fram (Long Train Runnin'). Musik: Tom Johnston. Text: Sven Olov Bagge.
3. Månskugga (Moonshadow). Musik: Cat Stevens. Text: Owe Junsjö.
4. Sista bluesen (Last Blues Song). Musik: Barry Mann & Cynthia Weil. Text: Beppe Wolgers.
5. Se dej själv (Peace Will Come). Musik: Tom Paxton. Text: Bo Carlgren.
6. Alla männskor talar till mej (Everybody's Talkin'). Musik: Fred Neil. Text: Patrice Hellberg.
7. Kom ska vi leka (Piccolo Uomo). Musik: Dario Baldan Bembo & Leonardo Ricchi. Text: Björn Barlach.
8. Sången han sjöng var min egen (Killing Me Softly with His Song). Musik: Norman Gimbel. Text: Bo Rehnberg.
9. Kom igen (Shake a Hand). Musik: Carol Carmichael. Text: Mats Hallgren.
10. Det ska jag köpa mig. Musik och text: Lill Lindfors & Åke Edin.
11. En lovsång (Questions 67 and 68). Musik: Robert Lamm. Text: Lill Lindfors & Åke Edin.

## Listplaceringar
- Kvällstoppen, Sverige: #2[1]
- VG-lista, Norge: #7[2]